# او گوروما
او گوروما (به ژاپنی: 大車)-(به انگلیسی: Ō guruma) یکی از فنون و تکنیک‌های دستهٔ ناگه-وازا رشتهٔ ورزشی جودو است که در زیردستهٔ آشی-وازا دسته‌بندی می‌شود.